# Şahane Hayatım
Şahane Hayatım è un serial televisivo drammatico turco composto da 30 puntate, trasmesso su Now dal 1º novembre 2023 al 5 giugno 2024, con protagonisti Hilal Altınbilek, Onur Tuna, Yiğit Özşener, Serkan Keskin, Nesrin Cavadzade e Sumru Yavrucuk.

## Trama
Sebnem Arda è una donna sfortunata che è nata con grandi ingiustizie e durante il suo percorso di crescita ha iniziato a lavorare duramente per superarle e a fare tutto il necessario per dimenticare i crimini commessi in passato. Successivamente, il suo passato criminale è tornato a perseguitarla ed è diventato parte della sua vita quotidiana, fino a vivere una vita meravigliosa.

## Episodi
| Stagione       | Episodi | Prima TV Turchia | Prima TV Italia |
| -------------- | ------- | ---------------- | --------------- |
| Prima stagione | 30      | 2023-2024        | inedita         |

## Personaggi e interpreti

### Personaggi principali
- Şebnem Arda / Gümüşçü / Öztürkmen (episodi 1-30), interpretata da Hilal Altınbilek. È l'ex moglie di Onur, madre di Ece ed Emre e attuale moglie di Mesut.
- Mesut Öztürkmen (episodi 1-30), interpretato da Onur Tuna. È un poliziotto e attuale marito di Şebnem.
- Onur Gümüşçü (episodi 1-30), interpretato da Yiğit Özşener. È l'ex marito di Şebnem e padre di Ece ed Emre.
- Niyazi Adalı (episodi1-30), interpretato da Serkan Keskin. È un uomo che viene ucciso da Şebnem.
- Melisa Özsoy (episodi 2-30), interpretata da Nesrin Cavadzade. È l'ex moglie di Ahmet.
- Aysel Gümüşçü (episodi 1-30), interpretata da Sumru Yavrucuk. È la madre di Onur.

### Personaggi secondari
- Didem Özcan (episodi 1-30), interpretata da Gökçe Eyüboğlu. È un'amica di Şebnem.
- Şebnem Gümüşçü da giovane (episodi 1-30), interpretata da Zeynep Yüce.
- Şebnem Gümüşçü da piccola (episodi 1-30), interpretata da Elif Kurtaran.
- Seda Arda (episodi 1-30), interpretata da İncinur Daşdemir. È la madre di Şebnem.
- Harun (episodi 1-30), interpretato da Emrah Özdemir. È il padre di Şebnem.
- Ece Gümüşçü (episodi 1-30), interpretata da Ela Şentürk. È la figlia di Şebnem e Onur e sorella di Emre.
- Emre Gümüşçü (episodi 1-30), interpretato da Ege Dağaşan. È il figlio di Şebnem e Onur e fratello di Ece.
- Arzu Kadıoğlu (episodi 1, 12, 18-24), interpretata da Seda Akman. Si è trasferita in Svizzera con sua figlia Elif.
- Fatih Hoca (episodi 1-2), interpretato da Taner Rumeli. È il preside della scuola superiore di Şebnem.
- Roho (episodi 1-30), interpretata da İzabella Muzurbaeva. È la domestica di Şebnem.
- Selahattin "Selo" Şişman (episodi 1-14), interpretata da Timur Acar. È un serial killer e amante di Didem. Muore dopo che Mesut lo trascina giù dal dirupo con tutta l'auto.
- Aydın (episodi 2-30), interpretato da Cem Uslu. È un giornalista.
- Ece Ağazade (episodi 10-13), interpretata da Ece Uslu. È un'amica di Şebnem.
- Ahmet Balca (episodi 11-13, 16-17, 23-30), interpretato da Cansel Elçin. È l'ex marito di Melisa.
- Nilgün Öztürkmen (episodi 15-30), interpretata da Nurhan Özenen. È la madre di Mesut.
- Avvocato Deniz Karaca (episodi 13-21), interpretata da Ece Yüksel.
- Demir (episodi 13-21), interpretato da Caner Topçu. È il figlio di Macit e Aysel. Muore rimanendo bloccato a terra con un piccone, dopo aver affrontato Onur.
- Hilmi Tokatlı (episodi 15-16), interpretato da Hakan Dinçkol.
- Elif Kadıoğlu (episodi 18-24), interpretata da Cemre Gümeli. Si è trasferita in Svizzera con sua madre Arzu.
- Macit (episodi 22-30), interpretato da Altan Gördüm. È un imprenditore senza scrupoli e nemico di Şebnem.
- Çiçek (episodi 23-25, 30), interpretato da Muhammet Çakır. È un uomo che lavora per Macit.
- Firuze Özcan (episodi 28-30), interpretata da Nilgün Belgün. È un ex cantante di club.

## Produzione
La serie è diretta da Çağrı Bayrak, scritta da Meriç Acemi, Çağla Kızılelma e Yılmaz Şahin e prodotta da Ay Yapım.

### Riprese
Le riprese sono state effettuate a Istanbul, in particolare nei quartieri di Beşiktaş, Galata e dintorni, e a Smirne.

## Promozione
Il debutto della serie, previsto per il 1º novembre 2023, è stato annunciato il 27 ottobre da Fox, attraverso i profili social della serie e della società di produzione Ay Yapım, mentre i primi promo sono stati rilasciati il 22 settembre e nello steso periodo è stato pubblicato anche il poster della serie.